# Santa Luce
Santa Luce is een gemeente in de Italiaanse provincie Pisa (regio Toscane) en telt 1532 inwoners (31-12-2004). De oppervlakte bedraagt 66,6 km², de bevolkingsdichtheid is 23 inwoners per km².

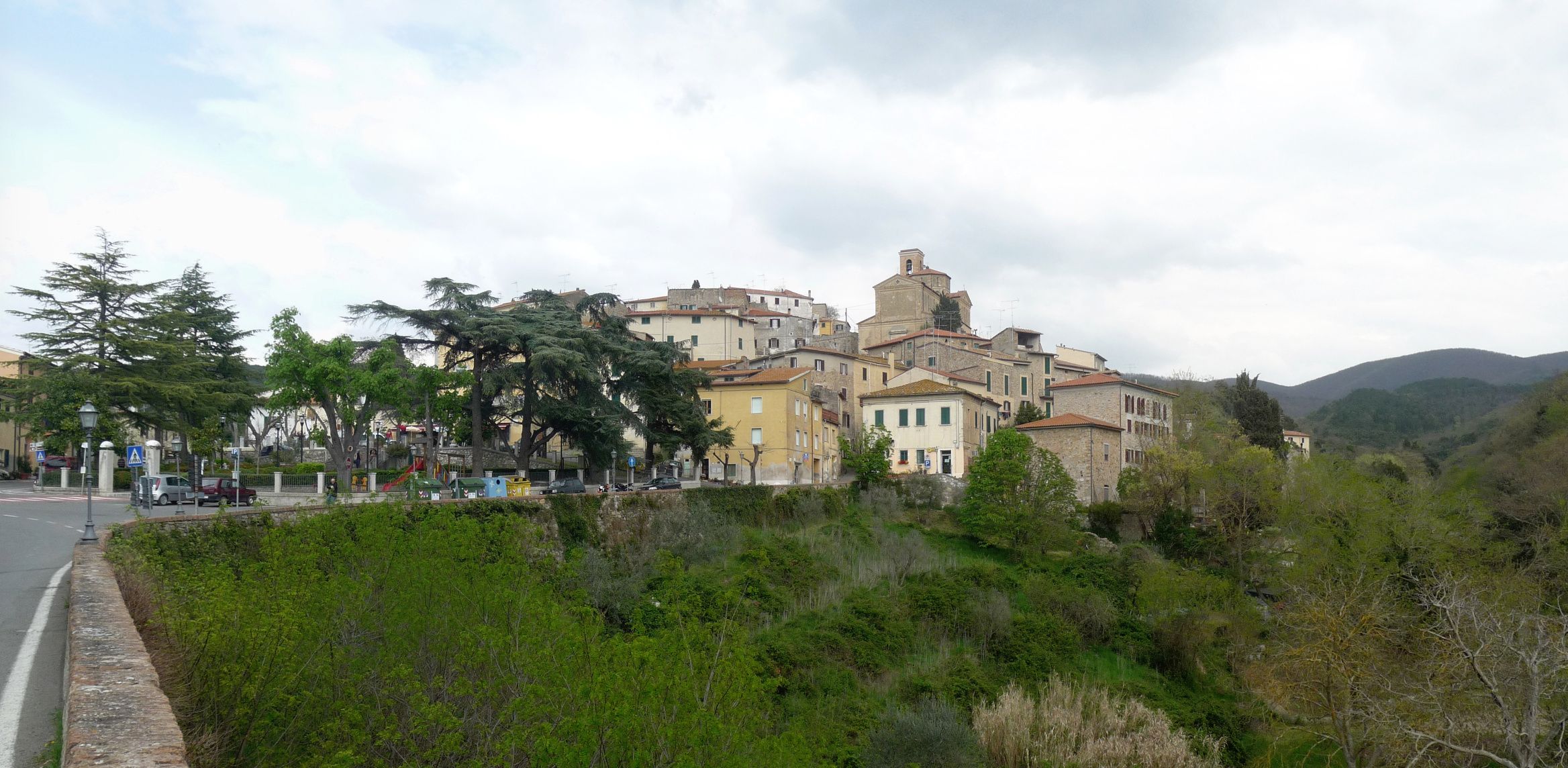
Santa Luce
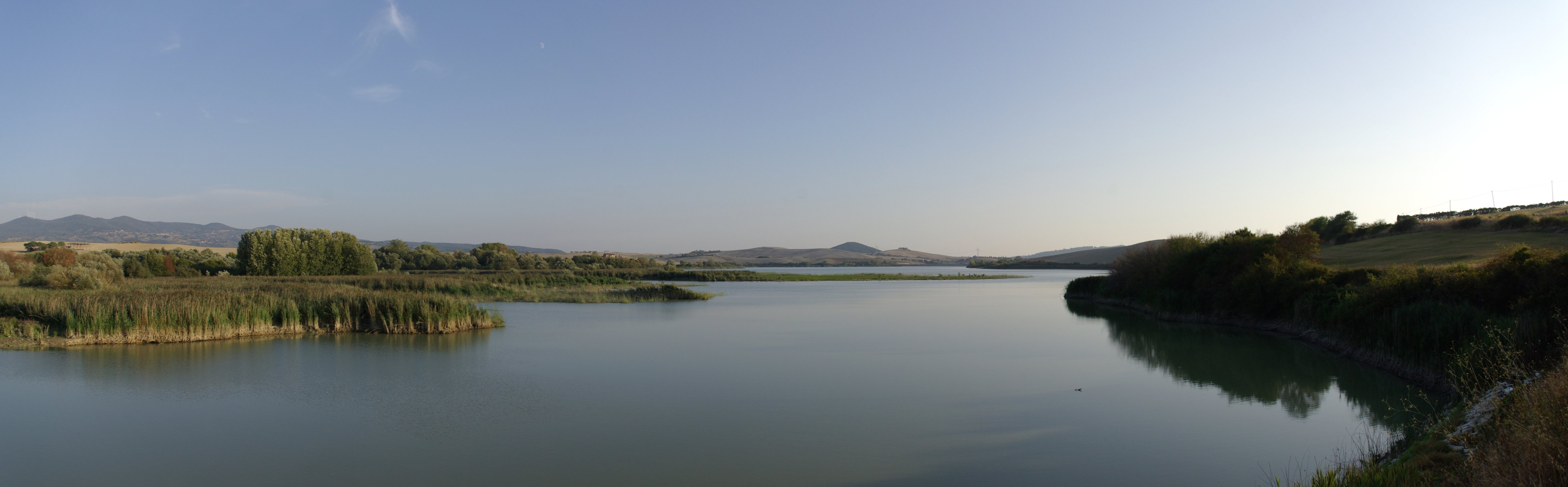
Meer van Santa Luce
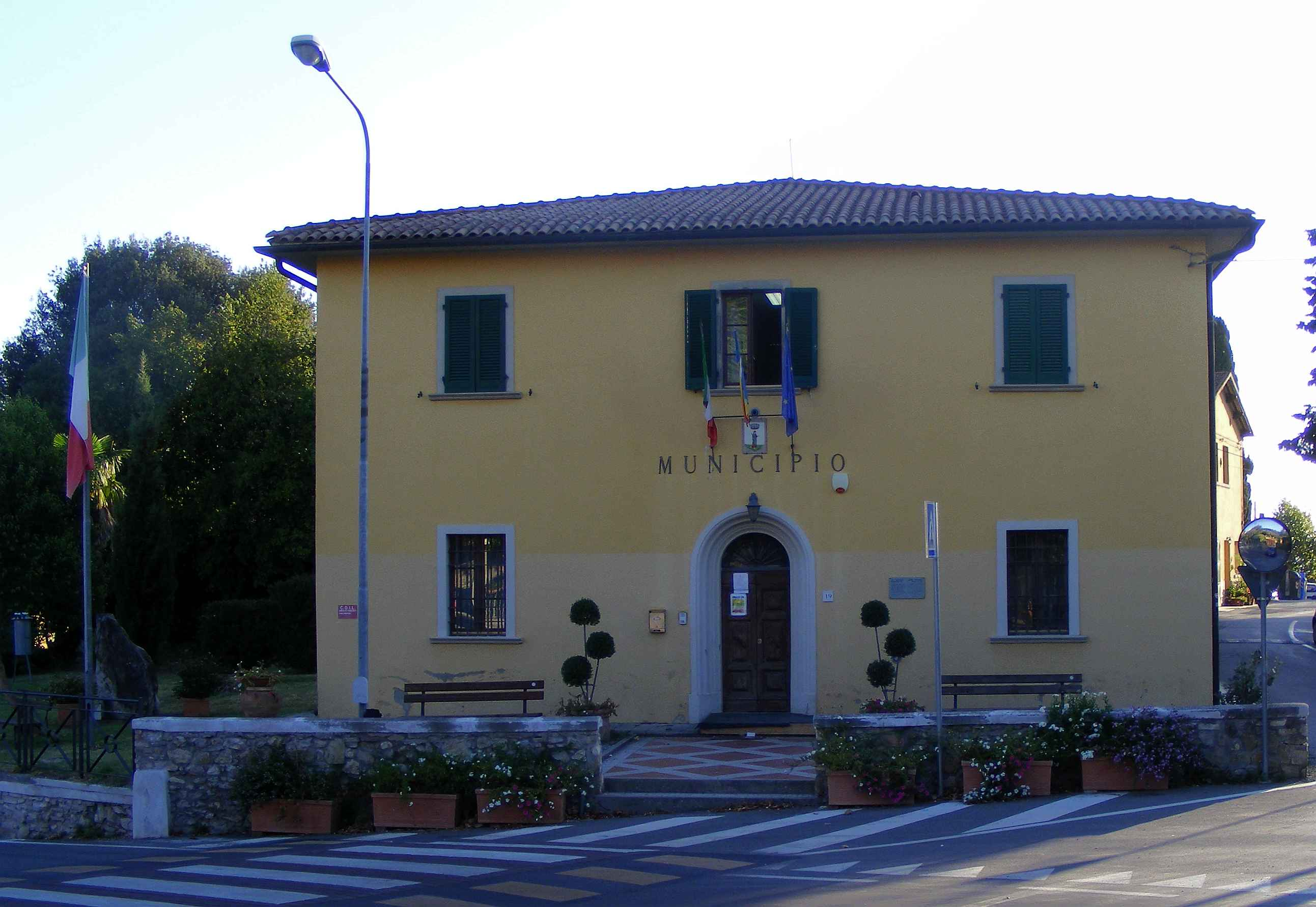
Gemeentehuis

## Demografie
Santa Luce telt ongeveer 644 huishoudens. Het aantal inwoners steeg in de periode 1991-2001 met 0,5% volgens cijfers uit de tienjaarlijkse volkstellingen van ISTAT.
| Jaar | Inwoneraantal |
| ---- | ------------- |
| 1991 | 1457          |
| 2001 | 1465          |

## Geografie
De gemeente ligt op ongeveer 200 m boven zeeniveau.
Santa Luce grenst aan de volgende gemeenten: Casciana Terme, Castellina Marittima, Chianni, Lorenzana, Orciano Pisano, Rosignano Marittimo (LI).
Bientina · Buti · Calci · Calcinaia · Capannoli · Casale Marittimo · Casciana Terme · Cascina · Castelfranco di Sotto · Castellina Marittima · Castelnuovo di Val di Cecina · Chianni · Crespina · Fauglia · Guardistallo · Lajatico · Lari · Lorenzana · Montecatini Val di Cecina · Montescudaio · Monteverdi Marittimo · Montopoli in Val d'Arno · Orciano Pisano · Palaia · Peccioli · Pisa · Pomarance · Ponsacco · Pontedera · Riparbella · San Giuliano Terme · San Miniato · Santa Croce sull'Arno · Santa Luce · Santa Maria a Monte · Terricciola · Vecchiano · Vicopisano · Volterra
1. ↑  https://demo.istat.it/?l=it.